# Autoridad Metropolitana de Tránsito del Condado de Harris

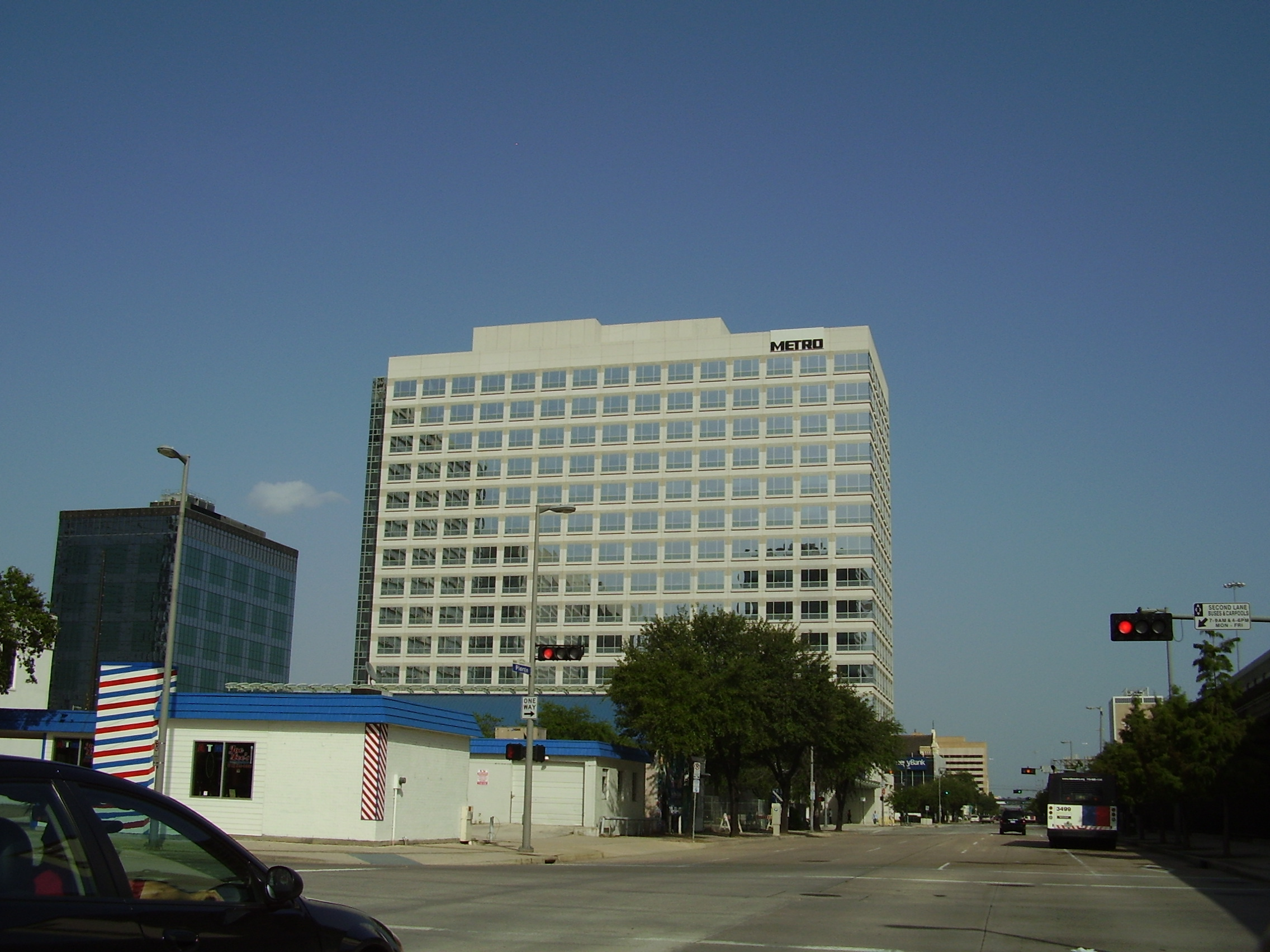
La sede del METRO, el Lee P. Brown Administration Building, en Houston.

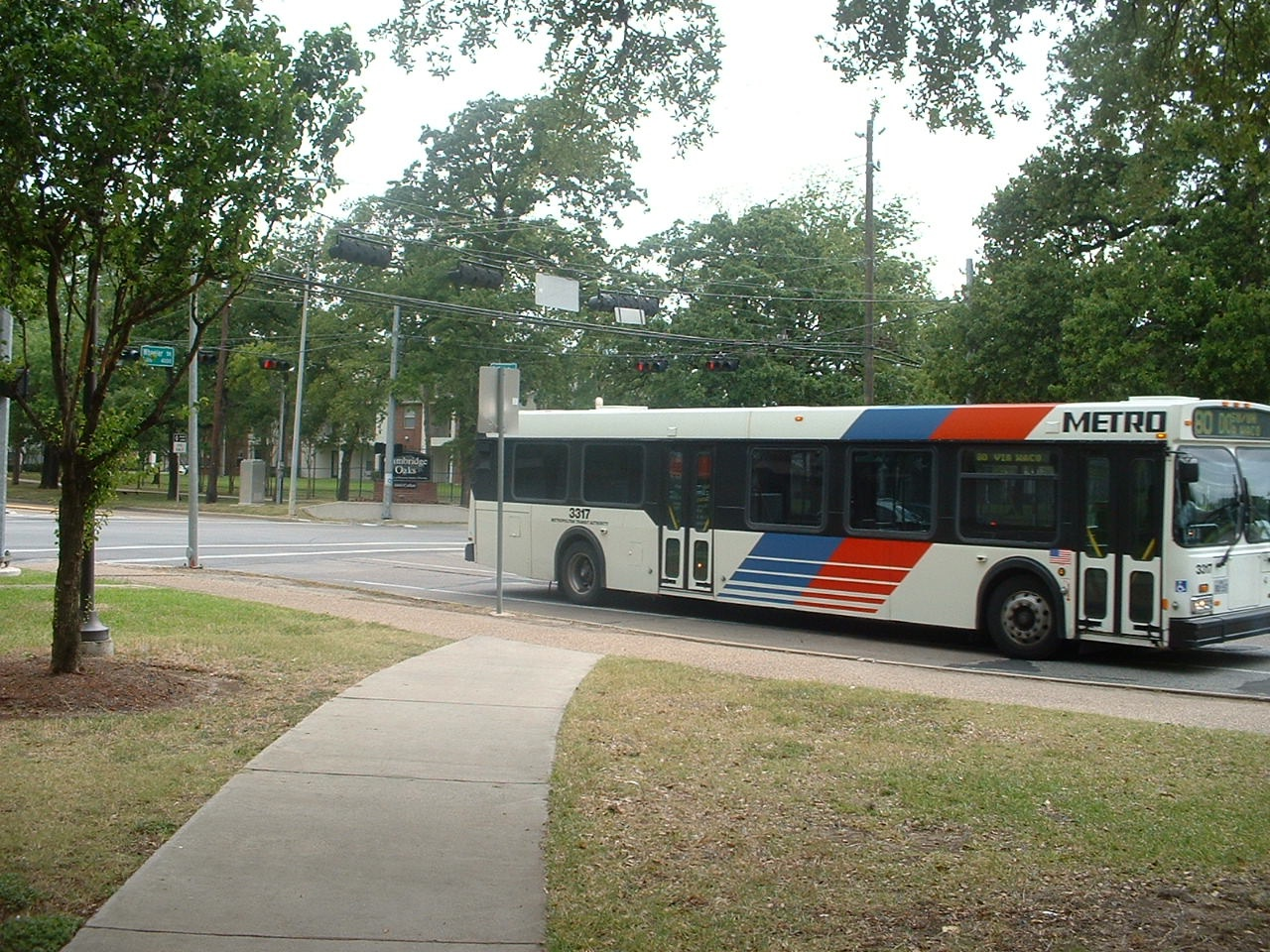
Un autobús de METRO.

La Autoridad Metropolitana de Tránsito del Condado de Harris, Houston, Texas (idioma inglés: Metropolitan Transit Authority of Harris County, Texas, METRO) es una agencia de transporte público en el Condado de Harris, Texas. La agencia gestiona trenes ligeros (METRORail), autobuses, y vehículos de transportes especiales. La agencia tiene su sede, el Lee P. Brown Administration Building, en Downtown Houston. Los ciudades del METRO esta Houston, Bellaire, Bunker Hill Village, El Lago, Hedwig Village, Hilshire Village, Humble, Hunters Creek Village, Katy, Missouri City, Piney Point Village, Spring Valley Village, Southside Place, Taylor Lake Village y West University Place.

## Galería

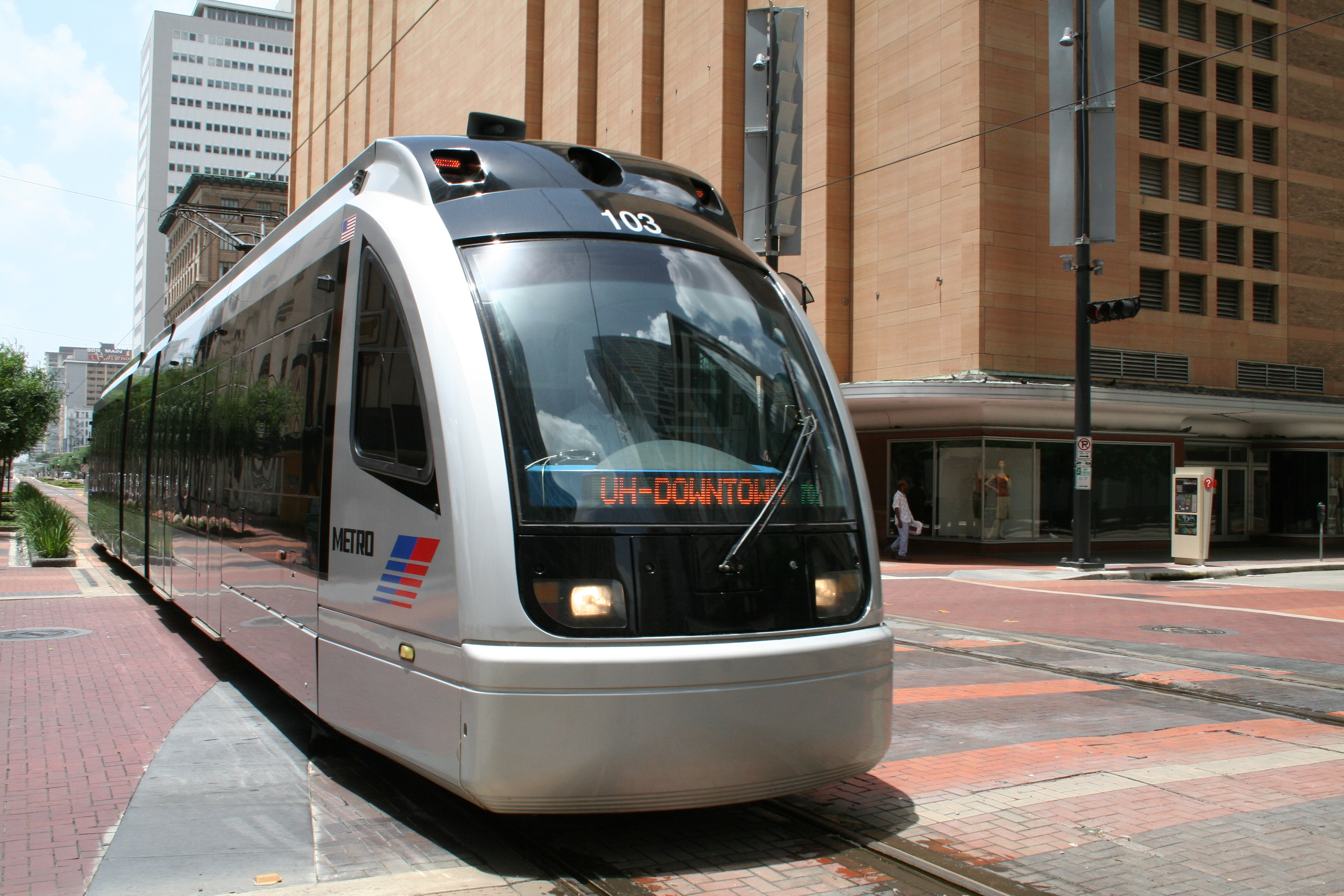
METRORail, el sistema de tren ligero de METRO